# Морозов, Евгений Кимович
Евгений Кимович Морозов (24 октября 1954, Хоэ, Сахалинская область, СССР — 15 августа 2022, Пенза, Россия) — советский рок-музыкант, первый вокалист запрещённой андерграундной рок-группы «ДК» в период с 1982 по 1983 год включительно.

## Биография
Окончил Гнесинское училище по классу «музыкальной комедии», увлекался русскими романсами. В начале 1970-х был звукооператором группы «Млечный путь», где за барабанами сидел Сергей Жариков, а на бас-гитаре играл один из основателей группы «Мастер» А. Лебедев («Крустер»), и одновременно, входил в труппу ведущих артистов театральной студии при Театре Советской армии под руководством Л. Персиянинова, которая базировалась тогда в тушинском ДК «Красный октябрь». Там же, в качестве ВИА и под выездным названием «Лимонад» (в составе С. Жариков, Е. Морозов, А. «Билл» Мирошников и Д. Яншин) музыканты обслуживали свадьбы и дни рождения, где Морозов показал себя мастером перформанса, однако с призывом в конце 1970-х Морозова на службу в СА группа прекратила своё существование.
В 1982 году по приглашению Яншина и Жарикова, Морозов влился в группу «ДК», где стал ведущим вокалистом. С участием Морозова были записаны первые магнитоальбомы, среди которых — «Бога нет», «Десятый молодёжный альбом», «Лирика», «Стриженная умная головка» и другие.
Во время записи альбомов в 1983 году на Жарикова было заведено уголовное дело по статье 190-1 УК РСФСР («клеветнические измышления на советский строй»), он попал под «прокурорский надзор», а группа лишилась публичных выступлений. В связи с отсутствием концертов, и отсутствием прибыли за музыку — Морозов покинул группу. Хотя, по словам Жарикова, Морозов изначально скептически относился к творчеству группы «ДК» в целом:

Морозов точно не понимал, что мы делаем, он был отличный артист, музыкант — средний, но он был великолепный актёр. Вот если бы у нас были концерты, я гарантирую, что Морозов убрал бы всех. Потому что, когда Летягин привел к нам на репетицию Овсиенко с Ветлицкой, и они сели, а Морозов пел песню про пипиську с волосами, ему было дико стыдно, ему не нравилось. Он хотел какой-то романс или «Гренада! Гренада! Гренада моя!» — это была любимая песня его (он реально любил романсы). А тут, про пипиську с волосами, и он от волнения фальшивил там, в каком-то месте. Я говорю: «Давай перепишем». В конце концов, он бросил в меня микрофоном, потому что хотел пообщаться с симпатичными девушками «позитивно».— Русский рок в лицах: группа "ДК" // Сергей Жариков о Евгении Морозове и группе ДК
В 1984 году Морозов был обвинён в спекуляции и получил пять лет исправительной колонии. Выйдя на свободу в 1989 году, попробовал себя как вокалист группы «Весёлые картинки».
С 1990-х годов изредка выступал сольно, исполняя песни раннего творчества «ДК». Работал техником-электриком в Звенигороде.
Последние годы жил в Пензе. В сентябре 2021 года музыкант сообщил о наличии базалиомы на глазу и сборе денег на лечение. Скончался 15 августа 2022 года, однако известно о смерти музыканта стало лишь осенью 2022 года.

## Влияние
Евгений Морозов в начале 1980-х годов представлял собой олицетворение советского панка, наравне с Андреем Пановым, хотя панк-музыкантом и не являлся. Некоторые отечественные музыканты перенимали манеру пения Морозова в составе группы «ДК»: как правило, пел Морозов, с особой «садистско-чернушной» интонацией. 

Александр Кушнир в своей книге «100 магнитоальбомов советского рока» называл Морозова одним из сильнейших вокалистов за всю историю советского рока, чей низкий «мужицкий» голос долгие годы служил фирменным знаком раннего «ДК». Руководитель группы «ДК» Сергей Жариков утверждал, что Морозов не развивал свой «актёрский» потенциал:

Общий эффект усиливала манера пения Морозова — из пяти аккордов он выбирал максимум три и всю мелодию строил на них. Его вокальные особенности подразумевали только два вида текстов — либо про алкоголиков, либо про говно. Соответственно, потенциал группы заметно сужался.— Сергей Жариков
Интервью с Евгением Морозовым было помещено в книгу Ольги Аксютиной «Панк-вирус в России».

## Дискография
В составе группы «ДК»:
- 1982 — Шызгар
- 1982 — Голые ноги
- 1983 — Увезу тебя я в Тундру
- 1983 — Их нравы
- (1983) 1984 — Бога нет
- (1983) 1984 — Маленький принц
- (1983) 1984 — Кисилёв
- (1983) 1984 — Десятый молодёжный альбом
- 1984 — Пар культуры
- 1984 — Оркестр Девушки Кати
- 1984 — Стриженая умная головка
- 1985 — Лирика